# Ioan Anton
Ioan Anton (n. 18 iulie 1924, Vintere, România – d. 12 aprilie 2011, Timișoara, România) a fost un inginer electromecanic român, membru titular al Academiei Române. A dezvoltat școala românească de mașini hidraulice inițiată de profesorul Aurel Bărglăzan. În urma activității de cercetare, a obținut rezultate valoroase în mai multe domenii: hidrodinamica turbomașinilor, turbine, pompe, mașini hidraulice reversibile, cuplaje hidraulice, ventilatoare, turbine de foraj și de vânt, hidrodinamica profilelor și a rețelelor de profile, fenomenul de cavitație, efecte de scară. Este tatăl lui Anton Anton, fost ministru al Educației din partea PNL (în toamna anului 2008).

## Studii
A urmat cursurile școlii primare din comuna natală și apoi, între anii 1935–1943, ale Liceului „Samuil Vulcan” din Beiuș. Ulterior a urmat cursurile Politehnicii din Timișoara, pe care a absolvit-o în anul 1948, sub îndrumarea profesorului Aurel Bărglăzan. În anul 1960 a obținut titlul de candidat în științe tehnice (doctor inginer) cu teza Curbe caracteristice de cavitație la pompele centrifuge cu turație specifică joasă, tot sub îndrumarea lui Aurel Bărglăzan, care în acest moment era membru corespondent al Academiei. În 1972 a obținut titlul de doctor docent.

## Activitate profesională
Ioan Anton și-a început cariera de cadru didactic al Facultății de Mecanică din cadrul Institutului Politehnic Timișoara în 1949, parcurgând de-a lungul anilor toate gradele didactice și îndeplinind diverse funcții specifice: asistent suplinitor (1 ianuarie 1949), șef lucrări (aprilie 1949), conferențiar suplinitor (1 octombrie 1951), atestat conferențiar (1956), profesor titular provizoriu (1962), atestat profesor (1967), șef al Catedrei de Mașini hidraulice, (1962–1973 și 1982–1989). Începând cu anul 1964 a fost și conducător de doctorat; în această calitate, sub directa sa îndrumare 40 de cadre didactice și de cercetare au obținut titlul de doctor inginer.
A devenit membru corespondent al Academiei în 21 martie 1963 și a fost ales membru titular în 1 martie 1974. A fost vicepreședinte al Academiei Române în perioada 1 martie 1974 – 2 februarie 1990 și președinte ad-interim între 25 decembrie 1981 – 13 noiembrie 1984.
Pe parcursul carierei sale, profesorul Anton a avut o serie de funcții administrative în învățământ: prodecan la Facultatea de Mecanică, Institutul Politehnic Timișoara (1951–1953), secretar științific la Facultatea de Mecanică, Institutul Politehnic Timișoara (1953–1961), decan – Facultatea de Mecanică, Institutul Politehnic Timișoara (1961–1963), prorector – Institutul Politehnic Timișoara (1963–1966), rector – Institutul Politehnic Timișoara (1971–1981), rector – Institutul Politehnic Timișoara, (1989), membru în Comisia Superioară de Diplome MEI, (1969–1990), membru în Consiliul Învățământului Superior (1968–1972), membru în Consiliul de conducere MSI (1972–1976).
În 1951 a contribuit substanțial la înființarea Bazei de Cercetări Științifice din Timișoara a Academiei RSR, care avea să devină Filiala Timișoara a Academiei. Între 1951–1963 a fost cercetător științific al acestei baze, la început cu o jumătate de normă, apoi cercetător științific principal. Pentru o perioadă de timp a fost directorul acestui centru de cercetări.
A fost membru al mai multor asociații profesionale: Societatea Română de Materiale Magnetice (1990), Asociația Internațională Hydromag (International Association for Hydromagnetic Phenomena and Applications) (1996), președinte de onoare al Asociației Române pentru Promovarea Fluidelor Magnetice (1998), membru de onoare al Asociației Generale a Inginerilor din România, membru de onoare al Asociației Române de Robotică, președinte de onoare al Fundației „Samuil Vulcan” din Beiuș, Filiala din Timișoara.

## Carieră politică
Ioan Anton a fost membru al Partidului Comunist Român (Partidului Muncitoresc Român) din 1958 , iar la Congresul al XIV-lea al PCR a fost membru al Comitetului Central.
Ioan Anton a fost deputat în Marea Adunare Națională în sesiunile din perioada 1965 - 1989.

## Titluri științifice
- Doctor în științe tehnice (1961)
- Doctor docent în științe (1972)
- Membru corespondent al Academiei Române (1963)
- Membru titular al Academiei Române (1974)[6]
- Socii Ordinarii în Academia Scientiarum et Artium Europaea (1995)
- Membru activ al New York Academy of Sciences (1997)
- Doctor Honoris Causa, Universitatea Tehnică de Construcții din București (1998)
- Doctor Honoris Causa, Universitatea „Politehnica” din Timișoara  (1999)

## Distincții
- Ordinul „Steaua Republicii Socialiste România” clasa a III-a (4 mai 1971) „cu prilejul aniversării a 50 de ani de la constituirea Partidului Comunist Român, [...] pentru merite deosebite în opera de construire a socialismului”[15]
- Ordinul Muncii clasa I (21 august 1979) „pentru contribuția deosebită adusă la înfăptuirea politicii Partidului Comunist Român de făurire a societății socialiste multilateral dezvoltate în patria noastră, cu prilejul celei de-a 35-a aniversări a revoluției de eliberare socială și națională, antifascistă și antiimperialistă”[16]

## Lucrări
Activitatea de cercetare s-a concretizat și într-un număr mare de lucrări publicate: 270 de lucrări științifice, 8 tratate și monografii, editor a 18 cărți și volume ale unor conferințe și simpozioane științifice organizate.
Tratate, monografii, cursuri
- Turbine hidraulice și turbotransmisii, Curs (turbine)
- Încercarea mașinilor hidraulice și pneumatice (împreună cu Aurel Bărglăzan, Viorica Anton și Iosif Preda), 1959
- Technologia Naval, Rio de Janeiro: 1968
- Turbine hidraulice, Timișoara: Ed. Facla, 1979
- Cavitația, vol. I, II, București: Ed. Academiei, 1984, 1985
- Hidrodinamica turbinelor bulb și a turbinelor-pompe bulb, (împreună cu Viorel Câmpian, Iuliu Carte) București: Editura Tehnică, 1988
- Turbine hidraulice și turbotransmisii, 1991
- Academia Română, Filiala Timișoara, (împreună cu Gheorghe Silaș) Timișoara: Ed. Orizonturi Universitare, 1999
- Energetic and cavitational scale-up effects in hydraulic turbines, Timișoara: Ed. Orizonturi Universitare, 2002

Lucrări semnificative publicate la conferințe
- Contribution au recherches sur la cavitation dans les machines hydraulique (Turbines et Pompes hydrauliques), Aix-en-Provence: 1958
- Die Kavitationskennlinien der Wasserkraftmaschinen (Mitteilungen der Konferenz fur Wasserkraftmaschinen, Timișoara 1964)
- Determination of the sensitivity to cavitation of cascade of hydrofoils of arbitrary shape (Hovering Craft & Hydrofoil, London, 1967)

Volume ale conferințelor, apărute sub coordonarea sa
- Conferința de Mașini Hidraulice și Hidrodinamică (Timișoara, 1989, 1990)
- Conferința Internațională de Mașini Hidraulice și Hidrodinamică dedicată memoriei prof. dr. ing. Aurel Bărglăzan membru al Academiei Române (Timișoara, 2000)
- Numerical Simulation for Fluid Mechanics and Magnetic Liquids, (împreună cu Victor Ancușa, Romeo Resiga) Timișoara: Orizonturi Universitare, 2001
- Workshop on Numerical Methods in Fluid Mechanics and FLUENT Applications, (împreună cu Romeo Resiga, Victor Sofonea) Timișoara: Orizonturi Universitare, 2003